# Буланов, Вячеслав Викторович
Вячеслав Викторович Буланов (род. 3 сентября 1970, Москва) — российский хоккейный рефери.

## Карьера
Судит матчи КХЛ, где провел более 400 игр. Обладатель приза «Золотой свисток» (2005, 2006, 2007, 2009, 2010, 2012).
Привлекается к проведению матчей чемпионата мира и Олимпийских игр.
14 июля 2016 года Буланов (вместе с еще шестью арбитрами) был отстранён от работы в Континентальной хоккейной лиге.